# Reino de Italia (774-962)
El Reino de Italia (en latín, 𝙍𝙚𝙜𝙣𝙫𝙢 𝙄𝙩𝙖𝙡𝙞𝙖𝙚 o 𝙍𝙚𝙜𝙣𝙫𝙢 𝙄𝙩𝙖𝙡𝙞𝙘𝙫𝙢 fue una entidad política y geográfica circunscrita al norte de la península itálica, que sucedió al reino de los lombardos tras la conquista de Carlomagno en 774. 
El reino de Italia siguió las vicisitudes de descomposición del Imperio carolingio debido al desarrollo del feudalismo, a las incursiones de sarracenos y de magiares, y a los conflictos por la corona, dado que el control del reino posibilitaba a su titular ser coronado emperador por el papa. Desde 950 el monarca germano incorporó Italia a sus territorios, lo que supuso su vinculación al Sacro Imperio.

## El reino de Italia en el Imperio carolingio

### Carlomagno y sus sucesores
En el año 756, Desiderio (756–774) fue elegido como nuevo rey de los lombardos tras el fallecimiento del rey Astolfo. El nuevo rey lombardo llevó a cabo el fortalecimiento de la posición regia al restablecer su control sobre los ducados de Espoleto y Benevento, y además, al apoderarse de territorios que estaban en manos del papado gracias a la Donación de Pipino.
Sin embargo, la posición del rey Desiderio tambaleó cuando en 771, Carlos —conocido posteriormente como Carlomagno— logró establecerse como único rey de los francos, y el papa Adriano I (772-795) se impuso entre las distintas facciones romanas. Los intentos de Desiderio de apoyar a los sobrinos de Carlomagno al trono junto con las demandas por parte del papa para la restitución de territorios apropiados por Desiderio, aceleraron un nuevo acuerdo entre el papa y el rey de los francos.
En una campaña de 773–774, Carlomagno conquistó el reino lombardo, lo que forzó la rendición de Desiderio, y asumió la corona del reino intitulándose rex Francorum et Langobardorum atque patricius Romanorum, con lo que de este modo incluyó el norte de Italia en su ámbito territorial. Este nuevo reino carolingio de Italia abarcó el norte y centro de la península itálica, pero quedaban fuera el ducado bizantino de Venecia —que comprendía la Laguna— y los territorios de la Donación de Pipino —que incluían Romaña, Pentápolis y el ducado de Roma. El ducado de Espoleto formaba parte del reino, con lo que tenía duques francos, mientras que el ducado de Benevento, aunque a veces reconocía la supremacía carolingia, mantuvo su independencia.
Dada la gran extensión del reino de los francos, en el año 781 Carlomagno nombró como reyes en las zonas periféricas de Aquitania e Italia a sus hijos Luis y Pipino, respectivamente. La finalidad era apoyar su política expansiva, en lo que su hijo Pipino fue un fiel cumplidor de la política paterna frente al Imperio bizantino. A la muerte de Pipino en 810, la identidad del reino italiano fue garantizada por Carlomagno en 813 al conferir la dignidad real a Bernardo, hijo de Pipino; pero al mismo tiempo, Carlomagno también preparó la sucesión al otorgar el título imperial a su hijo Luis —conocido posteriormente como Ludovico Pío—.

El Imperio carolingio al ascenso de Luis el Piadoso en 814.

Cuando murió el emperador Carlomagno en 814, el poder imperial fue finalmente asumido por su hijo. Inicialmente, el emperador permitió a Bernardo mantener el título real, aunque Italia quedaba dependiente de la autoridad imperial. Pero en abril de 817 el emperador sufrió heridas por un derrumbe de una galería que conducía de la capilla al palacio, y en julio decidió regular su sucesión a través del decreto denominado Ordinatio Imperii, por el que su hijo Lotario fue designado como coemperador; establecía el reparto territorial entre sus hijos y se regulaba la relación política entre Lotario como sucesor imperial y sus hermanos, pero no había provisiones con Bernardo de Italia, por lo que este vio su posición en peligro y emprendió una sublevación contra el emperador. Bernardo fue derrotado, encarcelado y cegado, y murió en abril de 818; y el territorio italiano fue asignado al coemperador Lotario I, no como rey del territorio, sino de acuerdo a su dignidad imperial, aunque durante diez años residió esporádicamente en Italia. El día de Pascua de 823, Lotario fue vuelto a coronar emperador, esta vez en Roma; y en 824 impuso al papa Eugenio II (824-827) la Constitutio Romana, que supuso la reafirmación de la soberanía franca sobre Roma. No obstante, el emperador Ludovico Pío no se desligó del territorio italiano, y en 828 depuso al duque Balderico de Friuli, y su territorio, que entonces se expandía hacia Carniola y Carintia, fue dividido en cuatro condados: Friuli, Istria, Carniola y Carintia-Baja Panonia. El territorio de Friuli pasaría en 846 a Everardo, padre del emperador Berengario I, y el de Carintia y Carniola a Luis el Germánico, lo que suponía un punto de fricción con su hermano Lotario, puesto que hasta entonces ambos territorios habían caído dentro de ámbito territorial del coemperador.
En agosto de 829, Lotario fue enviado a Italia por su padre, y su hermanastro Carlos recibió un territorio para gobernar, lo que inició las querellas del emperador con sus hijos a propósito de su sucesión. Lotario intervino en estas guerras civiles en conflicto con su padre y en defensa de la unidad del imperio y dado que Lotario tuvo que residir en Italia más permanentemente desde el 829, esto supuso que su ámbito de acción se restringiera a Italia. De esta manera se contribuyó a fortalecer la existencia del reino, pero Lotario, más interesado en los asuntos al norte de Europa, se preocupó poco de expandir la influencia carolingia en el reino italiano.
Las guerras civiles terminaron en 843 con el tratado de Verdún, en el que los tres hermanos supervivientes decidieron repartirse el territorio:

Divisiones del Imperio carolingio en el tratado de Verdún (843).

- Luis el Germánico, pasó a ser rey en Francia Oriental.
- Carlos el Calvo, pasó a ser rey en Francia Occidental, en lucha contra su sobrino Pipino II rey de Aquitania.
- Lotario I, emperador desde el año 817, le correspondió Francia Media con las capitales imperiales Aquisgrán y Roma. En 844 Lotario otorgó el Regnum Italiae a su hijo Luis II, que fue coronado emperador en 850. Poco antes de morir, en 855, el resto de territorios —Lotaringia y Borgoña— los repartió entre sus otros hijos en el tratado de Prüm.

Luis II (844-875) agrandó el reino durante su reinado, al añadir los obispados de Arlés, Aix y Embrun, tras fallecer en 863 su hermano Carlos, y trató de incorporar el antiguo exarcado de Rávena al reino de Italia. Pero el papel más destacado de Luis II fue el intervenir activamente en consolidar el poder carolingio. Trajo a muchos de los obispos bajo su control y publicó decretos para el desarrollo de su reino, combatiendo el bandolerismo, el deterioro de edificios, caminos y puentes, y reforzó la autoridad central frente a los abusos de los señores, lo que vino a mantener una estructura organizativa más centralizada que en Francia occidental. 
Más trascendencia tuvo en el reinado de Luis II la asociación y vinculación del título imperial con el de rey de Italia. Con el reparto efectuado por Lotario I, el título imperial quedó confinado a Italia y a la defensa del papado, de lo que resultó, tras la muerte de Luis II, que el propio papado se arrogó la iniciativa de designar al emperador.

### El régimen institucional
Con la invasión lombarda de Italia en el siglo VI, los lombardos habían parcelado el gobierno del territorio del reino entre los generales con el título de duque, en total en torno a una treintena, a los que propietarios libres alodiales servían para la defensa pública. Junto a estas posesiones alodiales estaban las posesiones de la Corona administradas por los gastaldos. Tras la restauración de la monarquía en la persona de Autario (584-590), pasado el periodo de anarquía, la posición del rey lombardo era difícil de determinar, puesto que la política administrativa y judicial oscilaba entre el poder real centralizador y la resistencia del poder ducal.
La conquista de los francos no supuso una ruptura con respecto del anterior reino lombardo. El reino mantuvo su individualidad como Italia o Langobardia. Pavía continuó siendo la capital, aunque Milán fue favorecida como lugar de residencia y ceca principal. Asimismo se mantuvo durante más tiempo un poder real con carácter y autoridad públicas y una sistematización administrativa que enlazaba Pavía con las ciudades a través de funcionarios como los missi dominici y los scabini, y además se mantuvo un corpus legal formado por las leyes lombardas y las capitulares carolingias, donde la legislación de los reyes lombardos fue reafirmada por los carolingios.
Después del fracaso de la revuelta del duque de Friuli en 776, muchos de los duques lombardos fueron reemplazados por condes francos. El resto de duques lombardos leales a los carolingios se integraron en el sistema administrativo carolingio de condados, de modo que la aristocracia lombarda vio drásticamente reducido su poder político, aunque se mantuvieron presentes en los cargos eclesiásticos. No solamente fueron reemplazados los duques por condes, sino también fueron divididos los ducados en condados, como el ducado de Friuli, subdividido en condados en 828.
Los condes (comites) eran los agentes públicos de la administración central, representantes del rey en los condados, responsables del mantenimiento de la paz pública, de la recaudación de impuestos, del reclutamiento de los hombres libres (arimanni) para el servicio militar y de la administración de justicia civil y criminal, en especial los relativos a la propiedad. Cada condado estaba subdividido en distritos más pequeños, en los que los scabini, sometidos al control del conde, se encargaban de pequeños delitos y pleitos de índole personal. Los condes carolingios fueron pues, sucesores de los duques y gastaldos lombardos en gobernar los distritos del reino. En zonas fronterizas se constituyeron distritos militares para la defensa del territorio denominados marcas y formados por la agrupación de condados, bajo el mando militar del marqués. El título ducal se mantuvo para los gobernadores de Espoleto y Friul, alternándose o uniéndose al de marqués para resaltar la responsabilidad de gobierno en territorios fronterizos. En el reino de Italia, como territorio fronterizo, se constituyeron varias marcas: la marca de Friul —ampliada con Istria en 803— tenía como cometido enfrentarse a eslavos y ávaros y fue ampliada a mediados del siglo X con Trento para formar la marca de Verona, la marca de Toscana para contrarrestar las razias sarracenas procedentes de Cerdeña, o la marca o ducado de Espoleto para la defensa contra los lombardos del sur o los musulmanes procedentes de Sicilia. A finales del siglo IX, en época de Guido de Espoleto, en el oeste del reino se constituyeron la marca de Ivrea y la marca de Lombardía para hacer frente a los sarracenos de Fraxinetum; pero esta última fue ensombrecida por el poder del arzobispo de Milán. Al ser funcionarios públicos, los condes o marqueses no estaban necesariamente en relación de vasallaje respecto del soberano, pero como la administración central se mostró incapaz de mantener una burocracia de agentes al servicio del rey, remunerados y revocables, estos agentes tendían a ser escogidos entre una poderosa clientela militar a los que se recompensaba con tierra, ante la escasa circulación monetaria. El rey trataba de asegurarse de que los oficios públicos de conde, duque y marqués, sin perder su carácter público, también vieran reforzados su sumisión al poder regio a través del servicio de vasallaje, a cambio de un beneficio de las tierras del fisco. Así pues, los monarcas carolingios confiaron la administración del reino a estos mismos nobles que se les habían encomendado personalmente bajo un vínculo de fidelidad y a los que se les otorgaban beneficios territoriales a cambio de contar con su fidelidad y su apoyo militar al aportar una mesnada. La actividad de los funcionarios públicos siguió siendo esencialmente un poder militar para suprimir la violencia privada. 
El abuso de poder de los funcionarios públicos en beneficio de sus intereses particulares se producía sobre los campesinos y creaba conflictos con los arimanni y con aquellos señores laicos y eclesiásticos sin vínculos de amistad con los nobles detentadores del poder público. Para contrarrestar a los condes, el rey también contaba con la ayuda de sus vasallos, los vassi dominici, encomendados personalmente a él, a cambio de que el rey les garantizara el beneficio de territorios procedentes de la propiedad regia y eclesiástica. Los vassi podían reclutar sus propias tropas para el ejército del rey y no estaban sujetos a las órdenes del conde. Además de los vassi dominici, el soberano empleaba el orden eclesiástico para supervisar a los funcionarios públicos, controlar ciudades y rutas de comunicación, y obtener obediencia del pueblo, y a su vez empleaba a leales para el gobierno de abadías y obispados, seleccionados de entre la misma aristocracia militar, y que eran recompensados con donaciones a la Iglesia y con inmunidades. La necesidad de que el rey contara con el poder eclesiástico produjo en la Italia carolingia el desarrollo de la inmunidad (mundeburdium) a obispos y abades, de modo que ningún funcionario público pudiera intervenir para ejercer algún tipo de poder militar o jurisdiccional; con lo que el rey privaba a sus propios funcionarios de autoridad en las tierras eclesiásticas. Aunque inicialmente la inmunidad era una garantía de inviolabilidad de unas tierras pertenecientes a la Iglesia y no eliminaba la jurisdicción del conde sobre los habitantes (coloni) que no tenían la condición de siervo, la inmunidad se desenvolvió produciendo la formación de una autoridad señorial en obispos y abades, en el que el orden eclesiástico adquirió un derecho de coerción (districtus) sobre todos los residentes en las tierras inmunes, fueran libres o siervos, impidiendo que los condes y demás agentes del poder público del rey pudieran imponer arbitrariedades en forma de tributos y prestaciones sobre los habitantes del patrimonio eclesiástico, de modo que el orden eclesiástico se estableció como un poder autónomo respecto de los funcionarios públicos. Los reyes carolingios apenas promulgaron diplomas de inmunidad a potentados laicos, ya que estos disponían de un efectivo mando militar y poder coercitivo sobre sus siervos, colonos y bienes, por lo que los funcionarios del rey se precavían de posibles arbitrariedades sobre esos territorios. 
El poder coercitivo requería de una clientela de vasallos que ofrecía un servicio armado tanto a señores laicos como religiosos. Estos vasallos recibían como remuneración un beneficio de los propios alodios del señor. Las clientelas de los funcionarios del rey: condes, duques o marqueses, suponían un refuerzo al ejército del rey así como a la propia autoridad de estos funcionarios del rey. Además, estos funcionarios, en tanto tenían una responsabilidad pública, recibían del monarca un beneficio del fisco, pero como pertenecían a una familia poderosa, podían mantener a sus propios vasallos otorgándoles tierras de entre sus alodios como beneficios, sin embargo, cuando los funcionarios ya dejaban de prestar el servicio al rey, no por ello dejaban de mantener a los vasallos a su servicio.
Los condes, abades, obispos y funcionarios encargados de los ingresos del rey, solo podían ser sometidos ante el conde palatino, como delegado del soberano y presidente de la curia regis, que era el tribunal de apelación. Pero además, la supervisión del soberano se hallaba encargada a una pareja itinerante de missi dominici —un laico y un religioso— a un distrito de varios condados (missaticum), para identificar los abusos, ceñir a los condes a sus cometidos, renovar la fidelidad e informar periódicamente al soberano. Los missi eran escogidos de entre los condes, obispos y abades, y sin perder sus cometidos, se les añadía las funciones itinerantes de inspección, aunque en otras zonas distintas de sus distritos administrativos. Su cometido supuso la integración de los territorios del Imperio manteniendo vigentes las instituciones públicas —tribunales, ejército— y el cumplimiento las disposiciones del soberano. Con el declive de la autoridad central, los missi dominici perdieron su viabilidad, aunque en Italia seguían existiendo en el siglo XI.

### El orden social
La conquista carolingia de Italia no supuso la migración de un pueblo, sino que se introdujeron y distribuyeron contingentes armados, que se establecieron principalmente en las ciudades y puntos estratégicos para controlar tanto las rutas de comunicación terrestre y fluvial como los núcleos lombardos.
Los cambios en la distribución en el poder político no afectaron sustancialmente al poder económico de la aristocracia lombarda, basado en el control de la tierra. Y de hecho, la aristocracia lombarda mantuvo su estatus subordinándose a la política de los francos, pero se añadieron elementos provenientes de Francia en la década de 830, cuando la nobleza partidaria de Lotario lo siguió a su exilio italiano, y en 834, cuando el restaurado emperador Ludovico Pío estableció en Italia una clase dirigente franca a costa de tierras confiscadas a la Iglesia y a lombardos y provenientes del fisco real. Algunas de estas familias tendrían un gran peso en el reino en época postcarolingia, como los Unróquidas en Friuli, los Supónidas en Parma o los Guidoni en Espoleto. Así, la nueva aristocracia franca, aparte de detentar el gobierno territorial como instrumento del poder regio, también obtuvo una significativa base territorial a través de donaciones reales; pero además, usó su poder político en beneficio propio vinculándose con las instituciones eclesiásticas y emparentando con las ricas familias lombardas. Sin embargo, esto no supuso una ruptura, sino una integración en el orden existente.
Los guerreros que se establecieron en Italia por disposición del rey o al servicio de la aristocracia, provenían del norte de los Alpes y eran de diversa procedencia étnica (francos, alamanes, bávaros, burgundios), y se integraron en el grupo de los pequeños propietarios; eran los denominados arimanni. Estas fuerzas estaban al servicio permanente o específico del rey o de sus representantes —condes— en el aspecto militar e incluso también político, pero esta relación pública se podía reforzar con una relación privada de vasallaje, que fue la institución que importaron los francos con la conquista del reino lombardo.
En una época en la que el poder público ofrecía una protección insuficiente, se desarrolló la relación de vasallaje, que era una forma de encomienda en la que un hombre libre entraba en obediencia y prestaba un servicio militar a un poderoso, a cambio de protección y asistencia; de este modo, los guerreros, que eran hombres libres y propietarios de tierras (alodios), se transformaron en una clientela en torno a un señor. Esto se puso de manifiesto en el ejército, pues, aunque la movilización militar estuviera dirigida a los hombres libres, junto a los arimanni el ejército se compuso de clientelas vasalláticas, basada en relaciones personales de vasallaje a altos cargos. Mientras los arimanni realizaban un servicio público, los vasallos realizaban un servicio a su señor, y este les procuraba un sustento otorgándoles un beneficio territorial, esto es, un usufructo vitalicio. Estas tierras otorgadas en beneficio fortalecían a los vasallos, que a la misma vez eran propietarios de alodios. Además del vasallaje, existían otras relaciones de subordinación a la poderosa aristocracia laica o eclesiástica, como las basadas en el pago de una renta.
En el reino de Italia la población no vivía aislada, sino formando aldeas, en torno a las cuales se hallaban los campos cultivados de cereales, vino y praderas, y la tierra no cultivada de pastos y bosques, la cual era de uso común por los habitantes de la aldea. El curtis era el conjunto de propiedades vinculadas a un gran señor, estaba compuesto por unas tierras administradas directamente por el señor (dominicum), y por otras tierras (mansi) que cultivaban los campesinos y que en conjunto formaban el massaricium. Los territorios del curtis no eran continuos, sino que se dispersaban entre distintas aldeas, de forma que el curtis abarcaba a partes de aldeas. Esto supuso que, por un lado, el señor debía confiar a distintos encargados (villicus) la gestión de las distintas propiedades en las que se dividía el curtis; y por otro lado, en una misma aldea había campesinos dependientes de distintos señores. Junto a las propiedades que formaban el curtis de un gran señor, había también pequeños propietarios alodiales no dependientes, los arimanni. Estos  arimanni aún pudieron mantenerse en la época carolingia de forma independiente a las relaciones de vasallaje. Los arimanni eran pequeños propietarios de alodios y estaban libres de dependencias personales, con la excepción del poder público, lo que les suponía prestar asistencia militar por petición del rey, mantener puentes, caminos y edificios públicos y religiosos, y sustentar a funcionarios públicos y prelados en el ejercicio de sus funciones cuando estaban en la localidad. Los arimanni estuvieron sometidos a exacciones —denominadas en las capitulares carolingias como oppressiones— por los grandes señores o sus vasallos, armados y beneficiados con mansos, que pretendían crear un grupo territorial más homogéneo y compacto.

### El papado
Durante la época lombarda el papa se había mantenido bajo la influencia bizantina disfrutando de una amplia autonomía lejos de la lejana corte imperial de Constantinopla, pero en el siglo VIII el papa entró en conflicto religioso con el emperador por la iconoclastia, y además, temiendo la expansión lombarda que amenazaba las posesiones imperiales en Italia, buscó el apoyo en los francos. El rey de los francos, Pipino el Breve (751-768), otorgó al papa Esteban II (752-757) el poder temporal sobre el exarcado de Rávena en 756 en la denominada Donación de Pipino, pero el papa seguía reconociendo al emperador bizantino y los territorios seguían perteneciendo al Imperio. La conquista de Carlomagno, hijo de Pipino, del reino lombardo colocó al rey de los francos en un plano de superioridad y limitó las aspiraciones territoriales del papa, y finalmente, el papa León III (795-816) rompió con el Imperio bizantino y coronó como emperador a Carlomagno, al cual le supuso el reconocimiento de su soberanía política sobre Roma: el emperador era el soberano de patrimonio romano, mientras el papa era el que gobernaba el territorio como lugarteniente del emperador. La relación entre el emperador y el papa quedó fijada en 816 con el pactum ludivicianum, en el que se definieron los territorios, jurisdicción y autoridad del papa, se reconocieron elecciones papales libres, y la intervención del emperador a petición del papa. La Constitutio Romana de 824 supuso la afirmación de la soberanía carolingia en los territorios papales, por la que el coemperador Lotario I (817-855) ponía bajo control imperial los actos políticos y administrativos del papa con la presencia permanente de dos missi dominici, así como obligarle a un juramento de fidelidad hacia el emperador antes de su consagración, Su hijo el emperador Luis II (844-875), se aferró a estas prerrogativas al intervenir en las elecciones papales, al ejercer control sobre la política interna de Roma, y también en el antiguo exarcado, y al instalar en el territorio a vasallos imperiales. A pesar de este control imperial sobre el papa, la unción y coronación imperial de Luis II en abril de 850, asentó una constante a lo largo del medievo, que tales ritos solo podía hacerlos el papa, y en Roma, incluso si había sido ungido rey previamente. En 855, con la abdicación y muerte del emperador Lotario I, Luis II, que ya era rey de Italia, no obtuvo territorios al norte de los Alpes, y al quedar como soberano italiano se identificó el título imperial con el reino italiano.
Las incursiones sarracenas sobre la costa italiana, impulsaron a los papas a buscar protección en el emperador Luis II, y además, los pontífices también necesitaban de la protección frente a la aristocracia romana, de modo que el cometido reservado desde entonces para el emperador era la protección de la Iglesia romana. Su muerte en 875 privará al papado de apoyo, lo que les llevará a buscar candidatos a ser coronados como emperador entre aquellos que pudieran defenderlo de los musulmanes y de los señores locales. Aun así, el papado tuvo que pedir ayuda a los bizantinos, por lo que mantuvo una postura más flexible con Bizancio en materia religiosa.

### Los sarracenos
Otro factor que mediatizó el devenir del reino italiano durante el periodo carolingio fueron las incursiones de los sarracenos. Estas incursiones habían comenzado a principios del siglo VIII, pero sus efectos se agudizaron en la década de 830, ya que por un lado el imperio dejado por Carlomagno carecía de ejército permanente, de marina, de fortificaciones sólidas y de un sistema financiero; y por otro, la coyuntura política consistía en una serie de conflictos civiles y dinásticos por la sucesión de Ludovico Pío. Añadido a esto, al ser interrumpidas las vías comerciales marítimas por la invasión islámica en el siglo VII, los piratas sarracenos del siglo VIII fueron a buscar el botín no ya tanto en el mar, sino en tierra, donde establecieron sus bases. En este contexto, los sarracenos iniciaron la conquista de Sicilia en la década de 830, y de aquí pasaron al sur de Italia, donde inicialmente intervinieron como mercenarios apoyando en sus luchas a los distintos poderes locales tanto bizantinos —establecidos en Nápoles y Amalfi— como lombardos —establecidos en Benevento, Capua y Salerno—. 
Al norte de Benevento, el ducado de Espoleto era un territorio fronterizo del reino de Italia, allí el emperador Lotario había investido en 842 a Guido I como marqués encomendándole la defensa de Roma y las relaciones con los lombardos. Así pues, una flota pirata rechazada de Nápoles, recaló en el Tíber y saqueó los extramuros de Roma el 23 de agosto de 846, y fueron rechazados por las tropas espoletanas. Pero en su relación con los poderes lombardos, el duque de Espoleto procuró su propio engrandecimiento: añadió territorios a su ducado a costa de los lombardos y favoreció las querellas entre los lombardos logrando la división del principado de Benevento en 849, lo que favoreció la entrada y extensión de los sarracenos en el sur de la península, ya que hizo a los príncipes lombardos más débiles y dependientes del espoletano. 
Esta actividad del duque —o marqués— de Espoleto, aunque incrementaba la presencia carolingia en el sur, más bien fortalecía su poder personal e independencia frente a la autoridad del rey. Frente a esto, el emperador Luis II llevó una política de gobierno más directo y, ante el fallecimiento hacia 860 de Guido I de Espoleto, rechazó la sucesión en Lamberto I, hijo de Guido, y tuvo que someter una rebelión del espoletano lo que afirmó el poder real en la zona, como punto de partida para llevar a cabo el programa imperial de defensa de la Cristiandad y de la Iglesia, amenazadas desde el sur de la península.

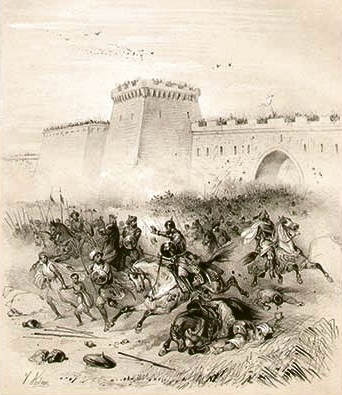
El emperador Luis II en la captura de Bari (871).

En mayo de 866, Luis II empezó su campaña en el sur italiano contra los musulmanes con el apoyo de la flota bizantina; a pesar de éxitos como la toma de Matera, Venosa, Canosa y Oria, y sobre todo la de Bari en 871, aún quedaba una gran parte de Apulia y Calabria en manos de los sarracenos. Estas victorias fueron vistas como amenazadoras por el emperador bizantino Basilio I, y Luis II fue apresado por el duque Adelchis de Benevento durante unos meses. De vuelta a su reino, Luis preparó otra nueva expedición contra los sitiadores musulmanes de Salerno, pero falló en capturar Tarento y falleció en Brescia en agosto de 875. Con la muerte del emperador Luis II la posición carolingia se desmoronó, el duque de Benevento entró de nuevo en la órbita bizantina y el Imperio bizantino recuperó posiciones manteniendo una posición sólida.
A pesar de los intentos de Luis II, la defensa y contención de los sarracenos fue llevada principalmente por los bizantinos ubicados en el sur de la península, con lo que el esfuerzo musulmán se fue contra el norte, al reino carolingio. En Minturno, en el río Liri los sarracenos establecieron una base de la que no fueron desalojados hasta 916 en la batalla de Garigliano por una coalición al organizada por el papa Juan X (914-928); e incluso alcanzaron el Adriático en connivencia con los piratas narentinos. No fue hasta mediados del siglo XI, cuando las ciudades del norte iniciaron su renacimiento comercial y marítimo, y los normandos comenzaron la conquista del sur de Italia, para que la retirada sarracena fuera irreversible.
Por otro lado, en la década de 840, los sarracenos emprendieron sus incursiones en Provenza, con el resultado de establecer una base permanente en Fraxinetum hacia 890, desde donde controlaron el acceso a los Alpes durante casi un siglo, la captura del abad Mayolo de Cluny en 972, dirigió la atención en este punto y finalmente una coalición de nobles locales los expulsaron de allí en la batalla de Tourtour en 973, pero su estancia había contribuido a deshacer los lazos existentes en época carolingia entre Francia occidentalis e Italia. Desde entonces se verificó la recolonización del territorio costero.

## El reino de Italia hacia el periodo postcarolingio
Este periodo se caracterizó por la ausencia de un poder efectivo y duradero, lo cual posibilitó a los potentados regionales, el ampliar sus parcelas de poder y controlar el territorio. Hasta el año 888 los carolingios se sucedieron en la dignidad real, pero al ser reyes foráneos permanecieron poco tiempo en la península itálica; desde el año 888, fueron grandes familias aristocráticas las que se disputaron el título regio, teniendo el punto de mira en la legitimidad que otorgaba la ocupación de la capital —Pavía—, y su palacio.
Las grandes familias aristocráticas habían recibido de los reyes carolingios, inmunidades, privilegios, tierras y cargos a cambio de su vasallaje, y enraizaron regionalmente estableciendo su propia red clientelar. Los Unróquidas controlaban la Marca del Friuli, donde desde 874 el marqués era Berengario, y como tal, sus obligaciones comprendían no solo proteger el norte de Italia de los eslavos, sino también proteger la ruta a Baviera por el paso del Brennero, y por matrimonio estaba emparentado con los Supónidas que gobernaban en los condados de Parma, Piacenza y Brescia. Más al sur, el ducado de Espoleto permanecía en manos de los Guidoni, quienes intervenían en los asuntos de Roma, Nápoles y Capua. Aparte de Friuli y Espoleto, había otros dos grandes importantes territorios en el reino que podían modificar el balance de poder en el reino, la marca de Ivrea y la marca de Toscana: en el extremo oeste, el marqués Anscario de Ivrea controlaba los accesos alpinos y era aliado del duque Guido III de Espoleto, mientras que el marqués Adalberto II de Toscana mantuvo una postura ambivalente respecto de Berengario de Friuli, usando sus recursos económicos y militares para impedir que pudiera imponerse un poder regio sobre sus propios dominios. La isla de Córcega, perteneciente al reino de Italia desde c.725, había sido incluida en las donaciones de Carlomagno y de Luis el Piadoso y cayó bajo protección de los marqueses de Toscana. En el Patrimonio de San Pedro, tras el fallecimiento del papa Juan VIII en el año 882, el papado cayó en una época de faccionalismo y luchas internas entre las familias aristocráticas de tusculanos y espoletanos. 

### La transformación feudal
Tras el reinado del emperador Luis II, el periodo postcarolingio no supuso una ruptura institucional, pues aún existía una administración central dirigida desde el palacio de Pavía. Este palacio funcionaba como residencia real, como centro de organización financiera y también de administración de justicia, como cancillería, encabezada por un archicanciller, e incluso como almacén y taller, lo cual favorecía la actividad económica de la capital. La actividad legislativa carolingia a nivel de orden público, que cesó en 898, consistía en recordar a los pequeños propietarios libres (arimanni) sus obligaciones militares y la defensa de sus derechos frente al abuso de los funcionarios públicos, además consistía en la administración de justicia, la restauración y mantenimiento de edificios públicos, la tutela de los derechos de la mujer y de sus bienes, la regulación de la venta, de la propiedad y del registro por notarios, así como la prevención de usurpación de los diezmos.
Los raides húngaros de la primera mitad del siglo X trastocaron el sistema administrativo, pues la autoridad pública fue incapaz de garantizar la protección territorial, no solamente por la diferencia de formas de combate, sino porque los condes y marqueses estaban más preocupados en defender sus propias superficies territoriales (curtes) que las ciudades. En esta coyuntura de invasiones, se produjo la fortificación defensiva de territorios sin intervención real por parte de señores laicos, comunidades religiosas y ciudades, lo que tuvo que ser aceptado por el rey. De este modo, al reconocer que la defensa del territorio se hiciera sin intervención del rey, esto produjo la privatización del poder. En este proceso denominado incastellamento surgió una pequeña nobleza militarizada —milites— en relación vasallática con condes y obispos y enraizada localmente, con lo que los castillos pasaron a ser centros efectivos del poder local. El incastellamento alcanzó también a las ciudades, por lo que estas permanecieron también como centros políticos y administrativos, pero al servicio de poderes locales en detrimento de la autoridad del rey, puesto que la nobleza territorial italiana no residía entonces en sus campos, sino que permaneció en las ciudades (civitas) obteniendo beneficio de sus bienes raíces. Además del aspecto defensivo del incastellamento hubo otro aspecto económico relativo al control del señor de sus tierras, y también el de atraerse colonos. Pero por otro lado, los propietarios alodiales libres (arimanni) buscaron protección y seguridad en los grandes propietarios, dada la incapacidad de la corona de frenar no solo los saqueos y rapacidad de piratas y húngaros, sino también la ambición territorial de los grandes propietarios. Estos arimanni entregaron sus tierras a los grandes magnates viviendo y trabajando en sus tierras a cambio de la protección de las mesnadas privadas de los propietarios. Con la reducción del número de pequeños propietarios, el rey y sus funcionarios perdieron la costumbre de movilizar a las personas libres del reino para el ejército, y encontraron más conveniente convocar a vasallos y grandes magnates, que eran los que efectivamente podían proveer un cierto número de hombres, y así las relaciones del rey y sus funcionarios con los pequeños propietarios libres fueron excepcionales.
El reino de Italia siguió la tendencia del resto del Imperio carolingio en la que los obispos a cargo de sus diócesis, habiendo obtenido derechos de inmunidad, aprovecharon el desorden y la incapacidad del poder central para atribuirse privilegios de jurisdicción e impuestos, de forma que sumaron la jurisdicción laica a su jurisdicción eclesiástica. Los obispos fortificaron sus ciudades, organizaron la defensa de sus diócesis e impidieron el acceso de funcionarios del rey, con lo que al asumir funciones gubernamentales en sus obispados y asegurarse una infraestructura militar de poder, constituyeron principados eclesiásticos como en Bérgamo, Módena, Cremona, Parma o Piacenza. Para afrontar la inseguridad del reino, los reyes tuvieron que renunciar a tierra y otorgar privilegios para tener apoyo de las mesnadas privadas de condes y obispos. Y los reyes favorecieron a los obispos sobre los condes en el gobierno de las ciudades, de lo que resultó un mapa del poder político del reino en el que las regiones que actualmente corresponden a Piamonte y Toscana estuvieron en poder de condes, y las zonas de Véneto, Emilia y Lombardía estuvieron controladas más bien por obispos.
La deposición y pronto fallecimiento del emperador Carlos III permitió a la aristocracia del reino italiano total libertad para la elección de un rey que residiera en Italia, y esto condujo a que la aristocracia no admitiera que sus poderes ejercidos a nivel regional dependieran de un rey que había sido escogido dentro del mismo estamento nobiliario. El poder político estaba vinculado a la posesión de la tierra y de fortificaciones para asegurar su dominio, a lo que se trataba de añadir la heredabilidad del cargo público, ya que el título fortalecía el dominio territorial. Como la autoridad real no tenía capacidad para garantizar la paz territorial y seguridad, solo pudo mantener la supremacía en el reino fomentando rivalidades y alianzas entre los poderosos señores laicos y eclesiásticos que eran los que elegían al rey, y de cuyos linajes el rey escogía a condes, marqueses, e incluso a obispos o abades.
El rey Berengario I (888–924) otorgó tierras, inmunidades y privilegios judiciales y recaudatorios para disponer de apoyo frente a los raides magiares, y para asegurarse la fidelidad de partidarios, especialmente en periodos en los que un rey rival le disputaba la corona. Estas donaciones debilitaron la posición del rey frente a sus vasallos los condes. De este modo, el reinado de Berengario I supuso un punto de inflexión en la política del reino. Antes de su reinado, el reino era una entidad administrativa coherente, pero a su muerte la autoridad monárquica estuvo en entredicho, ya que la política básica del rey era la donación como medio de negociar con los magnates, equilibrar facciones y establecer alianzas. Desde entonces, la cancillería real se limitó a publicar diplomata, que llegó a ser la única forma de intervención real, en la que el rey se intentaba asegurar el gobierno del reino manteniendo una compleja red de relaciones feudales. En el sistema de diplomata se alienaban y se aplicaban leyes de propiedad a funciones públicas a la Iglesia y la nobleza afín, concediendo privilegios en forma de inmunidades, derechos de pesca y navegación, exenciones de peajes, ingresos por el paso por caminos y puentes, por mercado y por acuñación, el reconocimiento de la construcción de torres, murallas, puertas de ciudades, fosos, castillos y fortificaciones; el más amplio fue el concedido a la diócesis de Cremona en 916, cuando el rey Berengario cedió a perpetuidad derechos de fisco y poder público de la ciudad y territorio circundante en beneficio del obispo. Pero el orden público se vio afectado por estas medidas, ya que suponían un empobrecimiento del fisco por donaciones y concesiones perpetuas, y un impedimento del ejercicio de funciones públicas, militares y judiciales tanto en tierras inmunes como en áreas fortificadas y ciudades. De este modo, mientras los condados y marcas continuaron siendo distritos públicos a disposición del rey, y los condes y marqueses siguieron siendo puestos públicos de voluntad regia, sin embargo, al mismo tiempo eran centros de poder en los que las familias poderosas buscaban la heredabilidad del cargo, ya que a la concentración de propiedad alodial y su control militar, se añadían el ejercicio del poder público asociado al título, aunque el rey se resistía a estas aspiraciones dinásticas en nombre de la función pública de cargo de conde o marqués.

### Los reyes carolingios

El imperio de Carlos III el Gordo en 887, antes de ser depuesto.

Tras la muerte del emperador Luis II, la aristocracia local de condes, obispos y vasallos del rey quería asegurarse la continuidad del ejercicio de su poder, ya que debido a las divisiones del Imperio con posterioridad a la muerte de Luis I, esta aristocracia había quedado circunscrita en regiones determinadas del Imperio carolingio, y con ello, sus posibilidades de acción e influencia política; de este modo necesitaban que el reino italiano siguiera existiendo. El vacío de poder provocado ante la ausencia de descendencia masculina de Luis II, motivó la reunión de la aristocracia titular de posiciones públicas para elegir un nuevo soberano que asegurara el mantenimiento del reino y garantizara el poder político local. Aún respetaron la elección entre miembros de la dinastía carolingia, pero estos reyes foráneos no tenían intención de establecerse permanentemente en Italia y necesitaban de allí apoyo y representación, lo que les supuso hacer concesiones de títulos y poderes para la aristocracia local. Por su parte la posición del papa Juan VIII (872–882) chocaba con el deseo de autonomía de la aristocracia, ya que si la dignidad imperial implicaba la defensa del papado, era el papa quien tenía el derecho no solo de elegir al emperador, sino imponerlo como rey de Italia, puesto que el reinado de Luis II había evidenciado que el emperador solo podía defender Roma si tenía sus bases en Italia.
Carlos el Calvo, rey de Francia occidental, había sido designado como emperador por el papa y coronado en diciembre de 875, y un mes después fue elegido rey de Italia en Pavía por una asamblea de magnates presidida por el propio pontífice. Carlos II designó a Bosón de Provenza como su representante en Italia y regresó a Francia occidental. Con esta elección, Carlos se vio en conflicto con su hermano Luis el Germánico, rey de Francia oriental. A pesar de los requerimientos del papa, Carlos no pudo aparecer en Italia por las incursiones normandas sino hasta junio de 877, pero su sobrino Carlomán de Baviera invadió Lombardía, y el emperador, sin apoyo de los magnates de Francia occidental, que se habían rebelado, emprendió el regreso y falleció en el camino en octubre de 877.
Carlomán de Baviera, hijo de Luis el Germánico, se hizo dueño del norte de Italia y fue reconocido rey en Pavía, pero debido a una epidemia cayó enfermo y regresó a Alemania, mientras, el papa en Roma se vio asediado un mes en la basílica de San Pedro por el duque Lamberto I de Espoleto y por el marqués Adalberto de Toscana, quienes obligaron a la nobleza romana a tomar juramento por Carlomán. Sin embargo, Carlomán sufrió una apoplejía en 879 y el papa Juan VIII intervino para que los magnates no eligieran un nuevo rey sin su consentimiento, ya que el rey de Italia era el que se convertiría en emperador. Carlomán abdicó en noviembre de 879, y necesitado de auxilio, el papa puso sus miras en su hermano Carlos el Gordo, que en enero de 880 fue reconocido y coronado rey de Italia en Rávena. Carlos regresó a Italia en febrero de 881 para recibir la corona imperial después de abandonar la campaña contra Bosón de Provenza. Y de nuevo a final de ese año volvió a Italia donde en febrero de 882 intervino en el sínodo de Rávena, ya que el papa requería medidas que le defendieran el patrimonio de San Pedro de las agresiones de sus vecinos, especialmente del duque Guido II de Espoleto, cuyo resultado fue el Decretum inmunitatis para proteger las propiedades eclesiásticas de los funcionarios públicos, pero fue en vano pues Carlos regresó a Alemania para obtener la totalidad del reino franco oriental tras el fallecimiento de su hermano Luis el Joven. Dejó al papa a su suerte, que no obtuvo la restitución de los territorios. 
Hacia 883 Guido III era el nuevo duque de Espoleto, y ante sus agresiones el papa Marino I (882–884) pidió ayuda al emperador, que en abril de 883 bajó a Italia. En una asamblea en Verona el duque de Espoleto fue desposeído y huyó a refugiarse con los sarracenos, y el marqués Berengario de Friuli marchó contra Guido de Espoleto, pero fracasó debido a una epidemia. Finalmente en 885, en una asamblea de nobles en Pavía, Guido fue perdonado y juró fidelidad a Carlos III.
En el año 885 Carlos fue reconocido rey en Francia occidental, pero en 887 tuvo que afrontar una revuelta nobiliaria acusado de debilidad e incapacidad para gobernar su imperio. En noviembre de 887 el emperador convocó una asamblea en Tribur, pero la nobleza entonces eligió a su sobrino Arnulfo de Carintia como rey, pero en Francia oriental. Abandonado tuvo que abdicar y fue retirado a unas propiedades en Alemannia y falleció en enero de 888.

### El reino fragmentado
Tras la muerte del emperador Carlos III en 888, los reinos que conformaban su imperio se separaron. El marqués Berengario de Friuli fue elegido rey de Italia a comienzos de 888. Berengario, entonces, aspiraba a un poder regio fuerte y a liberar el reino de su conexión con el papado, y de hecho fue el primer rey carolingio de Italia en no ser consagrado por el papa; pero enseguida tuvo como rival al duque Guido de Espoleto, quien tras infructuosos intentos de ser rey en Francia occidental y en Borgoña, retornó a Italia a finales de 888, y con apoyo de los magnates eclesiásticos de Lombardía y del marqués de Ivrea, se enfrentó al clan supónida que apoyaba a Berengario. Tras derrotarlo en el río Trebbia, Guido fue coronado rey en Pavía en febrero de 889 y su hijo Lamberto en mayo de 891. Como rey, Guido aceptó el condicionamiento y colaboración de las fuerzas políticas del reino, por lo que fue apoyado por la aristocracia laica que deseaba sacudirse del control del poder regio de un monarca autoritario.
En esta división del poder regio, el título imperial suponía una forma de acrecentar su influencia entre la aristocracia frente al otro rival, pero también permitía extender la autoridad imperial hacia Roma y el antiguo exarcado bizantino como defensores del papado. Guido de Espoleto trató de restaurar el orden en Italia y logró que el papa Esteban V (885–891) le coronara emperador en 891, debido al temor que le suponía al papa la interferencia de Guido en los territorios papales, y además hizo que el papa Formoso (891–896) coronara coemperador a su hijo Lamberto en 892. Frente a los espoletanos, el papa Formoso pidió ayuda a Arnulfo de Carintia (887–899), rey de los francos orientales, para que invadiera Italia, y con la oposición infructuosa de Berengario, Lamberto y el marqués Adalberto II de Toscana, Arnulfo fue coronado rey en Pavía, y como emperador en Roma en febrero de 896, tras un asedio y asalto. Sin embargo, sintiéndose gravemente enfermo de camino a Espoleto, tuvo que regresar precipitadamente a Alemania sin haber podido alcanzar una victoria contundente sobre Lamberto. Dejó a su hijo Ratoldo como rey de Italia, pero este también tuvo que regresar a Alemania poco después, ya que Berengario y Lamberto acordaron en repartirse el reino tomando como frontera el río Po y el Adda. Los espoletanos se hicieron con el poder en Roma, y el papa Esteban VI (896–897) convocó un sínodo en el que se juzgó y condenó al cadáver exhumado del papa Formoso. La memoria de Formoso fue rehabilitada por el papa Juan IX (898–900) en un sínodo en Rávena (898), donde además se anuló la coronación imperial de Arnulfo y se reafirmó la validez de la Constitución Romana de Lotario (824), y el Papa recibió del emperador Lamberto el reconocimiento del dominio temporal del papado sobre el ducado de Roma, el Exarcado y la Pentápolis. Poco después falleció Lamberto, y Berengario pudo ya disponer de todo el reino.

La fragmentación del Imperio carolingio en época del emperador Lamberto de Spoleto en 898.

El reinado de Berengario I (888–924) supuso un punto de inflexión en la situación del reino. A la desaparición de la autoridad monárquica contribuyó que el propio rey Berengario pasó bastante tiempo de su reinado en sus bases de Verona, no solo al estar asediado por rivales, sino que además, desde el año 899 los magiares destruyeron el ejército del rey Berengario en la batalla de Brenta y la capital del reino, Pavía, fue pasto de las llamas, tras lo cual, se sucedieron raides en Italia durante la primera mitad del siglo X. Después de esta derrota en Brenta, la nobleza encabezada por el marqués Adalberto II de Toscana cuestionó su habilidad para proteger el reino, y como resultado llamaron a Luis el Ciego, rey de Provenza, que fue coronado rey de Italia en Pavía en 900, y como emperador Luis III por el papa Benedicto IV en 901, pero fue derrotado por Berengario en 902 y 905, y renunció a sus títulos real e imperial.

Los territorios italianos (en color rosa) en época de la coronación imperial de Berengario de Friuli en 915.

Berengario fue coronado emperador en 915 por su colaboración en la liga de príncipes italianos del norte, y lombardos y bizantinos del sur, para desalojar a los sarracenos de su base en el Garellano. Pero de nuevo tuvo que hacer frente a otra coalición nobiliaria encabezada por el marqués Adalberto I de Ivrea, que apeló al rey Rodolfo II de Borgoña. La contienda entre Rodolfo y Berengario se resolvió en la batalla de Fiorenzuola d'Arda en julio de 923 con la victoria de Rodolfo. Pero la posición de Rodolfo era inestable, amenazada su retaguardia por Hugo de Arlés, regente en el reino de Provenza del antiguo emperador Luis III, y aún pudo Berengario retornar al poder antes de morir asesinado en 924, coincidiendo con el saqueo y devastación de Pavía por los húngaros, en un reino presa de la división interna.
La muerte de Berengario en 924 no solucionó los conflictos internos. Ante la incapacidad de Rodolfo de Borgoña para contener a los húngaros, la cambiante nobleza encabezada por Ermengarda de Toscana apeló a Hugo de Arlés, medio hermano de la propia Ermengarda, y además contaba incluso con el beneplácito del papa Juan X (914–928), animado por encontrar apoyo contra Marozia, dueña de Roma. Hugo fue coronado rey en julio de 926 en Pavía, que fue reconstruida; y Rodolfo tuvo que retirarse a su reino borgoñón. El nuevo rey estableció una alianza con los bizantinos, por la que su hija ilegítima Berta fue desposada con el futuro emperador bizantino Romano II (959-963), y se planearon campañas conjuntas contra los sarracenos, especialmente en Fraxinetum. 
El objetivo de Hugo de Arlés era la coronación imperial, pero el papa Juan X, que había apoyado la venida de Hugo, fue depuesto y aprisionado por Marozia en 928. La oportunidad le llegó cuando Marozia quedó viuda del marqués Guido de Toscana en 929; Marozia impuso a su hijo como papa Juan XI (931-935) y buscó en la persona del rey Hugo un nuevo consorte poderoso para fortalecer su poder en Roma, de modo que el papa Juan XI no se opondría a la coronación imperial de su padrastro. En 932 tuvieron lugar los esponsales en Roma, pero una revuelta popular liderada por el hijo de Marozia, Alberico II de Espoleto, puso a su madre en prisión y a Hugo en fuga. A pesar de varios intentos, Hugo no pudo entrar en Roma, pero en 939 el rey Hugo de Arlés incorporó el antiguo exarcado al reino de Italia, en venganza contra su hijastro Alberico, el nuevo dueño de Roma.
Hugo de Arlés, incapaz de aprovechar los recursos administrativos, planeó restablecer la autoridad de la monarquía expulsando a sus rivales reemplazándolos por sus partidarios y familiares, especialmente en obispados y marcas, así designó a su sobrino Manasses en los obispados de Trento, Verona y Mantua, lo que formó la marca de Trento, por la que controlaba los pasos alpinos hacia Alemania.
En 933 convirtió a su hijo Lotario en correy de Italia, y para eliminar el riesgo de intervención de Rodolfo de Borgoña en Italia, Hugo, que seguía manteniendo la posición de regente del reino de Baja Borgoña después de la muerte de Luis el Ciego en 928, pactó en 933 con Rodolfo sus ámbitos de poder: Italia para Hugo y las dos Borgoñas para Rodolfo. Pero cuando murió Rodolfo II de Borgoña, Hugo de Arlés trató de intervenir para incorporarse el reino de Arlés casándose con su viuda, Berta de Suabia, y hacer un compromiso de boda entre la hija de Berta y Rodolfo II, Adelaida y su propio hijo, Lotario. Sin embargo, el rey de Alemania, Otón I, intervino tomando la custodia del nuevo rey de Borgoña, Conrado III, para así controlar el gobierno de este reino y asegurarse la frontera sudoeste de Alemania.
El impedir el desarrollo de cualquier poder local desafecto al monarca italiano no significó la creación de un poder público, sino que la autoridad del monarca estaba basada en relaciones de fidelidad y vasallaje. Pero sus medidas enérgicas habían caído sobre una nobleza desorganizada, y los intentos del rey Hugo de tratar de centralizar el gobierno fue lo que reorganizó a la oposición. El marqués de Ivrea huyó a Alemania hacia 941, y Hugo de Arlés fragmentó la gran marca de Ivrea entre los margraves Arduino Glabrio en la marca de Susa, Oberto en la marca Obertenga y Aleramo en la marca Aleramica, y aumentó la publicación de diplomas reales.

Los territorios italianos (en rosa) en 947, siendo rey de Italia Lotario de Arlés.

El exiliado marqués de Ivrea regresó de Baviera a Italia canalizando la oposición de magnates subyugados por el rey, especialmente con el apoyo de los obispos. Dándose cuenta de su situación precaria, Hugo mandó a su hijo Lotario a Milán con una misiva en la que renunciaba al reino de Italia y demandaba que la corona la retuviera su hijo Lotario. Y así, en una dieta —asamblea— en Milán en abril de 945, los grandes del reino, por evitar otorgar demasiado poder al marqués Berengario de Ivrea y para tener un monarca débil, mantuvieron a Lotario de Arlés como rey, quien no ejerció poder alguno, ya que el marqués Berengario de Ivrea quedó como el verdadero dueño de la situación al ser designado summus consiliarius (o summus consors) con el beneplácito de los grandes feudatarios; como se podía esperar una venganza de Hugo de Arlés, en caso de regresar a Provenza y organizar un nuevo ejército con la ayuda de sus vasallos, Berengario reclamó también al trono al propio Hugo de Arlés, aunque Berengario seguiría reteniendo el poder efectivo. Bajo el gobierno de Berengario de Ivrea, la nobleza italiana se aseguró la heredabilidad de los cargos públicos y eclesiásticos, se designaron obispos afines, así el obispo Bruningo de Asti fue designado archicanciller del reino, pero el propio marqués de Ivrea no fue capaz de someter a los nuevos feudatarios de la antigua marca de Ivrea, aunque pudo retener un territorio más reducido; además tuvo que aceptar otras alienaciones del rey Hugo, como confirmar al margrave Humberto, hijo de Hugo de Arlés, en Toscana, aunque le despojó de Espoleto y del cargo de conde palatino. Berengario de Ivrea se mostró incapaz de rechazar a los magiares dirigidos por Taksony y su impopularidad creció por su afán de riquezas, siendo acusado de lucrarse con las extorsiones de los magiares.
En abril de 947, Hugo abdicó la corona y abandonó Italia, dirigiéndose a Provenza, tomando consigo su tesoro, y aunque decidiría volver a Italia con un ejército, falleció un año después en 948. Finalmente, a la muerte de Lotario en 950, el título real fue asumido por el propio marqués de Ivrea, como Berengario II, quien asoció al trono a su hijo Adalberto. Berengario temió que Adelaida de Borgoña, la viuda, y hermanastra, del rey Lotario II de Italia, pudiera casarse de nuevo con un noble, y de esta manera amenazar su posición regia, con lo que trató de casarla con Adalberto y ante la negativa de ella, fue encerrada. Esto generó oposición al rey, especialmente de los obispos, los cuales habían soportado las exacciones de Berengario y que fueron el centro de la oposición, y por su parte, el rey Conrado III de Borgoña, hermano de Adelaida, pidió la intervención del rey germano.

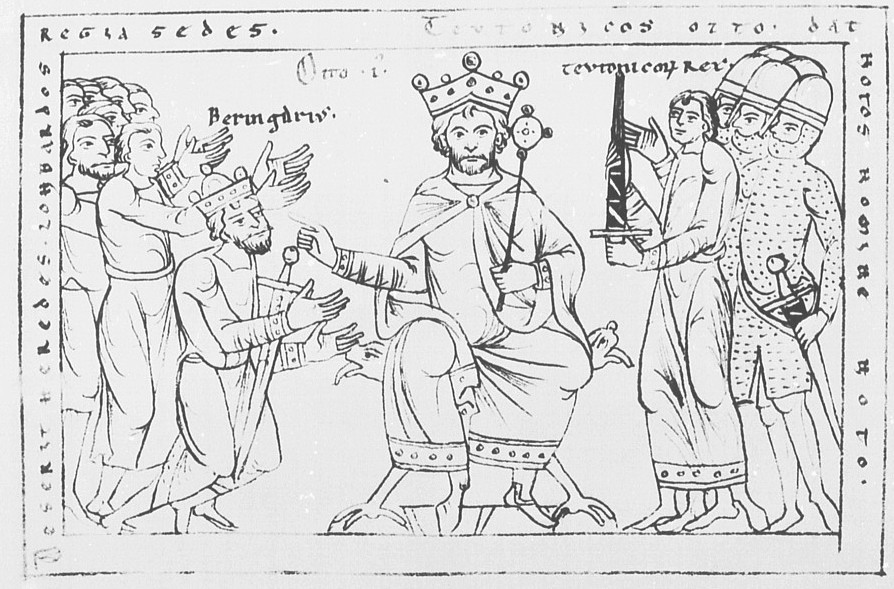
Otón I recibe la sumisión de Berengario II.

Adelaida escapó de su encierro y demandó ayuda al rey Otón I de Alemania (936–973), que aprovechó la coyuntura e intervino en la península. Se hizo coronar rey de Italia en 951 y se casó con Adelaida, pero no logró la corona imperial porque Alberico II tenía intención de introducir un poder extranjero en Roma que limitase su propio poder. Otón regresó a Alemania en febrero de 952, dejando a su yerno Conrado el Rojo la prosecución de la guerra contra Berengario, pero enseguida llegaron a un acuerdo, y en agosto ambos fueron a Augsburgo ante la presencia del rey alemán, y Berengario y Adalberto fueron reconocidos reyes de Italia, vasallos de Otón, y tuvieron que ceder las marcas de Trento y Friuli (o Verona) al duque de Baviera.
De vuelta a Italia Berengario II emprendió la venganza contra magnates y especialmente contra los obispos, el obispo Bruningo de Asti fue relevado como archicanciller por el obispo Guido de Módena, y aprovechando la revuelta de Liudolfo de Suabia recuperó Verona. Pero la revuelta fue sometida, los magiares fueron detenidos definitivamente en la batalla de Lechfeld (agosto de 955) y los eslavos obroditas sometidos en la batalla de Recknitz (octubre de 955), de modo que el rey germano pudo intervenir de nuevo en Italia. En el verano de 956 envió a Italia a su hijo Luidolfo y aunque la campaña fue exitosa, Luidolfo falleció de malaria meses después en septiembre de 957, con lo que Berengario recuperó su poder. Con las manos libres en Italia, intentó crear, como antes el rey Hugo de Arlés, un poderoso dominio regio y una red vasallática leal. Tomó posesión de Espoleto y amenazó el ducado de Roma, donde gobernaba el papa Juan XII (955-964) como sucesor de su padre Alberico II. El papa pidió la intervención del soberano alemán, y Otón inició una segunda campaña por Italia (961-965). Ante la defección de obispos y magnates, y una débil resistencia, Berengario II huyó de Pavía quemando el palacio real, y Otón I y su hijo Otón II fueron reconocidos reyes corregentes de Italia en septiembre de 961. El rey alemán siguió ruta a Roma y fue coronado emperador el 2 de febrero de 962 por el papa, a quien impuso el Diploma Ottonianum, que confirmaba el Pactum Ludovicianum (817) y la Constitutio romana (824). Pero el pontífice, temeroso del poder del emperador Otón, inició una liga contra su poder entablando contactos con bizantinos, y abrió las puertas de Roma a su antiguo enemigo Adalberto de Ivrea. Otón depuso al papa en un sínodo de obispos en noviembre de 963, capturó al sitiado Berengario de Ivrea, mientras que el hijo de este, Adalberto, huyó a Córcega. Todavía Otón tuvo que intervenir varias veces en Roma para imponer a sus candidatos frente a la nobleza romana, que aún rechazaba perder el control sobre el papado. En la tercera campaña italiana (967-972) consiguió someter la situación problemática en Roma y su hijo Otón II fue coronado coemperador en 967; y además, intervino exitosamente en el sur de Italia. Tras regresar a Alemania, murió meses después. De este modo la corona de Italia quedó unida a la alemana, y los sucesores de Otón I fueron también reyes de Italia.

## La continuidad del reino de Italia en el Sacro Imperio Romano Germánico
La situación en el regnum italicum con la subordinación política a Alemania supuso la existencia de un monarca ausente. La ausencia y la incapacidad del soberano por imponer las disposiciones imperiales y por recaudar impuestos, que de hecho ya habían perdido hacia 990, le impelió a apoyarse en los grandes señores laicos, como el marqués de Toscana o el duque de Espoleto, y el modo de contrarrestarlos fue a través de los obispos. Los obispos mantuvieron la inmunidad dentro de las ciudades y sus alrededores, es decir, fuera de la jurisdicción condal, de modo que la alta nobleza de condes, duques y marqueses, a excepción de unas pocas ciudades como Milán, Pavía, Turín, Mantua, Verona o Treviso, pasó a residir en el campo, mientras que los obispos permanecían en las ciudades. Es en este contexto urbano en donde surgirían las comunas, donde la pequeña nobleza se asoció in consortium dentro de la ciudad con la burguesía urbana de mercaderes, jueces, notarios y cambistas, para obtener el gobierno urbano, y formar la comuna, libres de la jurisdicción del obispo o de otro funcionario imperial, y nominaron a sus propios representantes, los cónsules, que tomaron progresivamente el control de la ciudad. Los emperadores salios prosiguieron la política de sus antecesores de la dinastía sajona en apoyar a los obispos —especialmente de origen germano— para someter Italia más directamente a la autoridad imperial. Durante la minoría de Enrique IV el papado aprovechó el momento para liberarse de la tutela del emperador, y en 1075 el papa Gregorio VII hizo redactar en un memorándum para su uso personal, denominado como Dictatus Papae, en el que se declaraba la supremacía del poder espiritual sobre el temporal, la independencia del clero respecto de los seglares y la jurisdicción suprema del papa en materia de fe y moral y del gobierno y administración de la Iglesia, lo cual motivó que se iniciara el conflicto con el emperador en la Querella de las Investiduras. Fue en este momento, coincidiendo con la reactivación del comercio mediterráneo, cuando se produjo la extensión del fenómeno comunal en Italia.

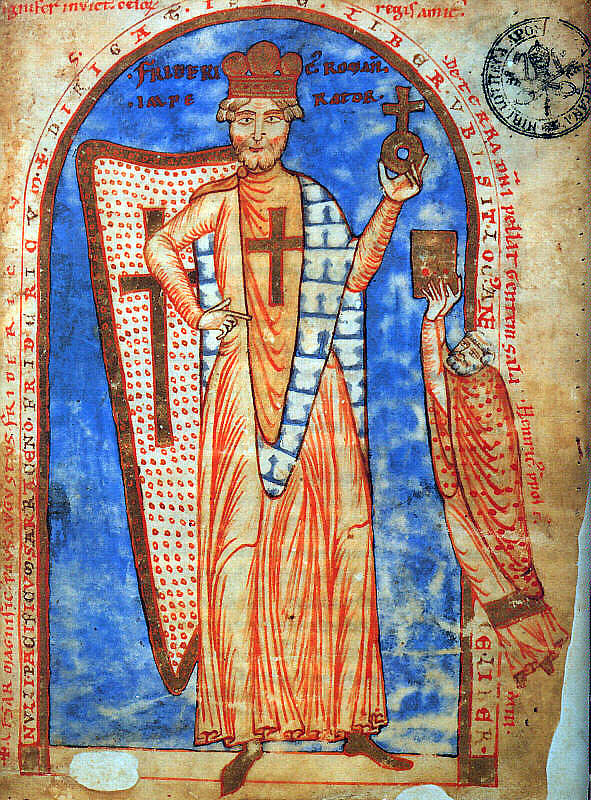
El emperador Federico I Barbarroja. Miniatura de un manuscrito de 1188, Biblioteca del Vaticano

La debilidad del emperador tras la Querella permitió a la nobleza germana incrementar su poder feudal, y tras las guerras civiles pudo emprender el emperador Federico I Barbarroja la restauración de la autoridad imperial en el reino de Italia y recuperar el pago de los derechos reales (regalia). A estas intenciones se le opusieron una liga de comunas lombardas apoyada por el papa. La guerra terminó con la paz de Constanza (1183), por la que el emperador reconocía a las comunas el uso de las regalía y la autonomía urbana, y las comunas reconocían la autoridad jurídica del emperador. Su nieto el emperador Federico II, que también era rey de Sicilia, reemprendió el propósito de restaurar la autoridad imperial en Italia, a lo que se opuso el papado. Esto produjo que la aristocracia gobernante de las comunas entrara en conflicto, la facción partidaria del emperador se denominaba gibelina y a la del papa como güelfa. Hay que esperar a la muerte del emperador en 1250 y el periodo de Gran Interregno, para que la intervención imperial fuera nula y la fragmentación política se consolidara, de modo que el verdarero poder político se halló en las comunas.

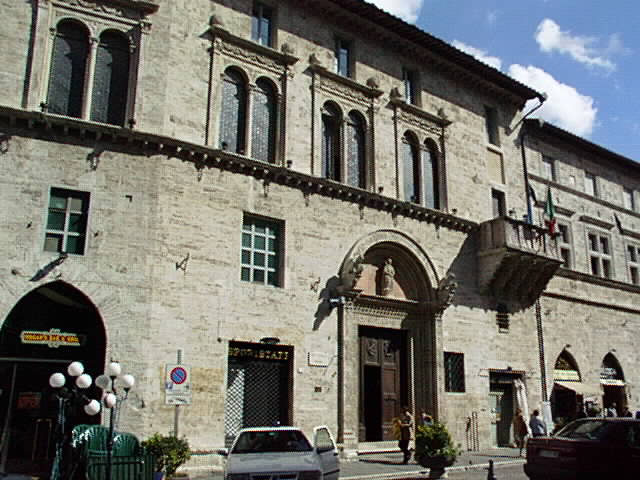
Palazzo del Capitano del Popolo en Perugia.

El faccionalismo entre güelfos y gibelinos generó un gobierno comunal débil e inestable. Ante esta situación, las comunas ofrecieron al titular de alguna magistratura en la ciudad un poder supremo para garantizar el orden, de este modo surgió la señoría como un régimen personal, cuyo titular tuvo los medios para consolidar su poder vitaliciamente y transmitirlo a sus herederos. El Gran Interregno favoreció la difusión del régimen señorial en el norte de Italia. Sin embargo, en comunas como las de Toscana se rechazó el régimen de la señoría para constituir un régimen republicano, puesto que en ellas existía una oligarquía patricia de banqueros y comerciantes, que permanecía unida al menos en su búsqueda de la prosperidad comercial, y no aceptaron renunciar el poder urbano en un individuo o familia buscando la dominación política.
Pese a que tras el fallecimiento de Federico II los emperadores ya no pudieron ejercer un poder político efectivo en el reino de Italia, aún retuvieron su función como la última fuente de legitimidad legal, siéndoles reconocidos sus supremos poderes jurisdiccionales. De este modo, las repúblicas urbanas compraron y obtuvieron del emperador los privilegios que confirmaran sus libertades lo que suponía el reconocimiento de la superioridad formal de la jurisdicción imperial. Por su parte, las peticiones de los regímenes señoriales para hacerse reconocer como vicarios imperiales manifestaron también la validez de la jurisdicción imperial en Italia, pero esto supuso que estos gobernantes se liberaran de posibles restricciones populares en la comuna y de esta manera se les proporcionó libertad de acción para desarrollar sus ambiciones dinásticas en una expansión territorial cuya consecuencia era la guerra con otros territorios italianos, y que supuso un factor importante en la consolidación del poder señorial. Esto produjo la formación de entidades políticas más grandes y más estructuradas políticamente en el siglo XV. A partir de 1395, las sucesivas investiduras imperiales a los señores, ennoblecidos como duques o marqueses, ratificaron los principados territoriales hereditarios.
A caballo entre los siglos XV y XVI se produjo la reforma del Imperio, en la que el emperador se aseguró todos los asuntos concernientes a la jurisdicción imperial en Italia a través del Consejo Áulico. De forma contemporánea, la intervención francesa en las Guerras italianas (1494-1559) reactivó el interés del emperador en Italia, y aunque en las paces de Bolonia de 1530 el emperador Carlos V se convirtió en árbitro de Italia, sus posesiones territoriales pasaron a sus sucesores los reyes de España, por lo que los emperadores no tuvieron ninguna base territorial específica en la Italia imperial y su poder estaba limitado a ser el suzerano feudal de los grandes y pequeños feudos del Reichsitalien. A finales del siglo XVII la debilidad española fortaleció la posición imperial en Italia, obteniendo apoyo de los feudatarios italianos. Y después de la Guerra de Sucesión Española (1701-1714), que eliminó la presencia española en Italia, la creación del cargo el plenipotenciario imperial, como el representante autorizado del emperador, supuso una verdadera autoridad central para los feudos italianos, asegurando sus aportaciones y convirtiéndose en un tribunal feudal de primera instancia. La intervención francesa a finales del siglo XVIII, que instauró en Italia repúblicas satélites de Francia, eliminó la presencia imperial de Italia, lo que fue reconocido por el tratado de Lunéville el 9 de febrero de 1801. El fin del Imperio acaecería pocos años después, en 1806.